# Venus Raj
 (mai 2014).
Si vous disposez d'ouvrages ou d'articles de référence ou si vous connaissez des sites web de qualité traitant du thème abordé ici, merci de compléter l'article en donnant les références utiles à sa vérifiabilité et en les liant à la section « Notes et références ».
Pour les articles homonymes, voir Raj.
Venus Raj, de son nom complet Maria Venus Bayonito Raj, née le 7 juillet 1988 à Doha au Qatar, est une jeune femme philippine, couronnée Miss Philippines en 2010, pour ensuite participer à l'élection de Miss Univers la même année.

## Biographie
Venus Raj est née à Doha, au Qatar mais grandit et passa toute son enfance aux côtés d'une de ses tantes, dans la petite ville de Bato, dans la province de Camarines Sur aux Philippines, après que ses parents furent séparés. Née d'un père indien, fermier, et d'une mère philippine, couturière, elle est de confession chrétienne-catholique.
Venus est la plus jeune d'une fratrie de cinq enfants. Elle a commencé à participer à des concours de beauté locaux lorsqu'elle avait 17 ans, ainsi qu'à des concours oratoires à San Vicente High School. Maria Lourdes Pili, son professeur d'anglais, a été son entraîneur pour les joutes oratoires. Avec ses gains obtenus à d'importants concours, elle a commencé à acheter des terres sur la base des acomptes provisionnels pour sa mère.